# Hippeophyllum papillosum
Hippeophyllum papillosum är en orkidéart som beskrevs av Rudolf Schlechter. Hippeophyllum papillosum ingår i släktet Hippeophyllum och familjen orkidéer. Inga underarter finns listade i Catalogue of Life.